# Крыловское сельское поселение (Пермский край)
Крыло́вское се́льское поселе́ние — упразднённое муниципальное образование в Осинском районе Пермского края Российской Федерации.
Административный центр — село Крылово.

## Географическое положение
Поселение расположено к югу от Осы, по территории поселения протекает река Тулва.
Площадь поселения составляет 160,5 км².

## Символика
Решением Совета депутатов Крыловского сельского поселения от 26 апреля 2012 года № 282 утверждены герб и флаг поселения. Герб внесен в Государственный геральдический регистр РФ под № 7808. Флаг внесен в Государственный геральдический регистр РФ под № 7809.
Описание герба: «В лазоревом поле выходящее слева золотое орлиное крыло. В вольной части герб Пермского края».
Описание флага: «Прямоугольное полотнище голубого цвета с отношением ширины к длине 2:3, воспроизводящее композицию из герба Крыловского сельского поселения, выполненную в жёлтом цвете».

## История
Статус и границы сельского поселения установлены Законом Пермской области от 10 ноября 2004 года № 1717-348 «Об утверждении границ и о наделении статусом муниципальных образований Осинского района Пермской области». 21 февраля 2019 года Законодательное Собрание Пермского края издало закон об упразднении некоторых сельских поселений, в том числе Крыловского, и образовании Осинского городского округа. 23 февраля 2019 года ряд сельских поселений Пермского края был упразднён.

## Население
| 2010  | 2012  | 2013  | 2014  | 2015  | 2016  | 2017  |
| ----- | ----- | ----- | ----- | ----- | ----- | ----- |
| 1675  | →1675 | ↗1690 | ↘1689 | ↘1645 | ↘1640 | ↗1661 |
| 2018  | 2019  |       |       |       |       |       |
| ↘1644 | ↘1618 |       |       |       |       |       |

По данным переписи 2010 года численность населения составляла 1675 человек, в том числе 794 мужчины и 881 женщина.

## Состав сельского поселения
| № | Населённый пункт | Тип населённого пункта       | Население |
| - | ---------------- | ---------------------------- | --------- |
| 1 | Бархатова        | деревня                      | 1         |
| 2 | Гамицы           | село                         | ↘524      |
| 3 | Городище         | деревня                      | 28        |
| 4 | Козлова          | деревня                      | 12        |
| 5 | Крылово          | село, административный центр | 1018      |
| 6 | Кустова          | деревня                      | 5         |
| 7 | Петухова         | деревня                      | 87        |

## Экономика
На территории поселения ведут деятельность более 20 предприятий и учреждений, функционирует 19 торговых павильонов, работают 35 индивидуальных предпринимателей малого и среднего бизнеса, в том числе 22 из них занимаются производством сельскохозяйственной продукции.